# Wargame: European Escalation
Wargame: European Escalation ist ein Echtzeit-Strategiespiel von Eugen Systems, das seit dem 23. Februar 2012 von Focus Home Interactive vertrieben wird. Es ist thematisch in der Zeit des Kalten Krieges in Europa angesiedelt und verwendet die NATO und den Warschauer Pakt als Konfliktparteien.
Am 29. Mai 2013 kam der Nachfolger Wargame: Airland Battle auf den Markt, der zeitlich im selben Szenario angesiedelt ist, aber geografisch in Skandinavien spielt. Am 17. April 2014 erschien der dritte Teil der Serie, Wargame: Red Dragon.

## Spielprinzip
Wargame verfügt über zwei spielbare Fraktionen, die NATO und der Warschauer Pakt, die sich jeweils in vier Subfraktionen aufteilen (die USA, Großbritannien, Frankreich und Westdeutschland auf der einen, die Sowjetunion, Polen, die DDR und die Tschechoslowakei auf der anderen Seite), wobei insgesamt 361 historische Einheiten aus sieben Truppentypen zur Auswahl stehen, die teilweise freigespielt oder aufgerüstet werden müssen. Ein in vielen anderen Echtzeit-Strategiespielen vorhandener Basisbau entfällt in Wargame.
Die Einzelspielerkampagne besteht aus 22 Missionen in vier Akten, die zeitlich zwischen 1975 und 1985 angesiedelt sind. Dabei werden verschiedene historische Ereignisse als Grundlage verwendet, wie z. B. die Flucht von Werner Weinhold oder das NATO-Manöver Able Archer 83.
Im Mehrspieler treten bis zu acht Spieler in zwei verschiedenen Spielmodi gegeneinander an. Als technische Grundlage für Wargame wird die bereits in R.U.S.E. genutzte IRISZOOM-Engine verwendet (in der Version 2.0). Eugen System veröffentlichte insgesamt vier kostenlose DLCs (New Battlefields, Conquest, Commander, Fatal Error) für European Escalation. Der Ableger AirLand Battle wurde durch die beiden, ebenfalls kostenlosen, DLCs Vox Populi und Magna Carta ergänzt.

## Rezeption
Während World in Conflict mit ähnlicher Thematik glaubhafte Charaktere in einer tollen Rahmenhandlung inszeniere, so sei bei Wargame: European Escalation der fiktive Kalte Krieg nur Beiwerk. Die Solokampagne sei kaum einladend, die künstliche Intelligenz der Computergegner keine Herausforderung. Es treten Clipping-Fehler auf, teils verweigern die Truppen die Befehle. Dennoch mache das Spielprinzip rund um die Eroberung von Sektoren Spaß. Sowohl offensive wie defensive Strategien können zum Ziel führen.
Die Steuerung sei fummelig, die Präsentation mittelmäßig und die Kampagne steril inszeniert. Trotz zahlreicher Funktionen wie Deckung, Sichtlinien, Munition und Treibstoff, entstehe kein authentisches militärisches Flair. Das deutlich markantere R.U.S.E. besäße eine deutlich fehlerfreiere Zoom-Funktion. Panzer Corps sei das militärisch forderndere Strategiespiel.
Die Sichtlinien seien nicht fehlerfrei umgesetzt. Das Flugverhalten sei physikalisch unglaubwürdig. Soldaten, die in Gebäuden in Deckung gehen, werden weiterhin außerhalb dargestellt. Wettereinflüsse fehlen komplett. Explosionen und Skyboxen seien nicht mehr auf dem Stand der Technik. Im Mehrspielermodus werde taktisches Vorgehen gefördert, da Abschüsse zu den Siegbedingungen gezählt werden. Das Spiel erfordere Zeit und Einarbeitung. Das Stein-Schere-Papier-Prinzip funktioniere gut. Komfortfunktionen wie Formationen fehlen.